# Gai Rubri Gal
Gai Rubri Gal (en llatí Caius Rubrius Gallus) va ser un magistrat romà del segle ii. Era fill del general Rubri Gal.
Va exercir algunes magistratures menors i va ser nomenat cònsol sufecte l'any 101, la magistratura més alta que va arribar a exercir.